# Медаль Флота (Польша)
Медаль Флота или Флотская медаль Польского Военного Флота (пол. Medal Morski lub Medal Morski Polskiej Marynarki Wojennej) — награда Польши, учреждённая Указом Президента Польской Республики в изгнании Владислава Рачкевича от 3 июля 1945 года. Изъята из наградной системы Республики Польша 23 декабря 1992 года.
Награждались военнослужащие Польских ВМС, участвовавшие в боевых действиях Второй мировой войны.
Награждение производилось за 6 месяцев непрерывной службы на боевых кораблях, принимавших участие в боевых походах. Для моряков вспомогательных кораблей срок непрерывной службы составлял 12 месяцев.
Медаль имела четыре класса — для получения медали следующего класса срок службы удваивался по отношению к предыдущему, но за проявленное во время боевых действий особое мужество и отвагу по представлению командира могло быть принято решение о награждении медалью следующего класса без учёта срока службы.
Описание медали: медальон диаметром 36 мм из посеребрённого металла. Аверс: в центре — рельефное изображение эмблемы Польских ВМС — правая рука, согнутая в локте, держащая изогнутый меч. Эмблема окружена венком из ветвей лавра, перевитых у основания лентой. Реверс: надпись «POLSKA SWEMU OBROŃCY» (Польша своему защитнику). Над надписью и под ней изображение дубового листа.
Муаровая лента медали темно-синего цвета шириной 37 мм с двумя продольными полосками белого цвета по бокам, ширина каждой полоски 2,5 мм. При повторном награждении на ленту крепилась прямоугольная металлическая планка с изображением лавровых ветвей.
Носилась после креста Заслуги. Была равнозначна с медалью Армии и медалью Авиации.
Медаль не вошла в наградную систему ПНР. Законом от 16 октября 1992 года было установлено, что медаль является государственной военной наградой, также было установлено, что награждение медалью завершено 23 декабря 1992 года. Всего произведено 1150 награждений.
Награждены медалью четырехкратно:
- Тадеуш Бернас (польск. Tadeusz Bernas)
- Росчислав Хойновский (польск. Rościsław Choynowski)
- Анджей Клопотовский (польск. Andrzej Kłopotowski)
- Ежи Козёлковский (польск. Jerzy Koziołkowski)
- Болеслав Романовский
- Ежи Туманишвили (польск. Jerzy Tumaniszwili)
- Евгениуш Вцислицкий (польск. Eugeniusz Wciślicki)
- Збигнев Венглаш (польск. Zbigniew Węglarz)

|                    |                    |                    |                       |
| первое награждение | второе награждение | третье награждение | четвёртое награждение |